# Jimmy Greaves
James Peter Greaves MBE, född 20 februari 1940 i Manor Park i Newham i London, död 19 september 2021 i Danbury, Essex, var en engelsk fotbollsspelare.

## Karriär
Jimmy Greaves var under en period en stor skyttekung i England. Främst för Tottenham Hotspur, men även för klubbar som West Ham och Chelsea. Under en kort period 1961 spelade han i AC Milan. Greaves har flera målrekord. Bland annat har han gjort näst flest mål (366 mål) i de fem stora ligorna i Europa (England, Spanien, Frankrike, Tyskland och Italien). Han har gjort fjärde flest mål i engelska högstaligan (357 mål), flest för Englands landslag (44 mål) och flest antal mål för Tottenham Hotspur (268 mål). Han var med i Englands trupp som blev världsmästare 1966. Han har vunnit engelska skytteligan sex gånger och med sina sex hattrick har han även det rekordet. En av dessa hattricks gjorde han i sin hemmadebut för Tottenham i en match mot Blackpool hösten 1961.